# Saint George, Montserrat
Saint George är en av tre parishes på Montserrat. Parishen täcker den östra delen av ön. Den har varit obebodd sedan 1997 då vulkanen Soufrière Hills fick ett kraftigt utbrott och gjorde den östra delen av ön obeboelig. Numera är den enda bebodda parishen på Montserrat Saint Peter, som är belägen på den nordvästra delen av ön.